# فخفخينا
الفخفخينا، هو اسم عصير مصري يطلق على كوكتيل الفواكه مع قطع الفاكهة، وغالباً ما يضاف إليها الآيس كريم، أو المكسرات، حسب الرغبة. وهي تشبه سلطة الفواكه إلى حد كبير.
يمكن تحضير الفخفخينا بأي نوع  من الفواكه، وفي بعض الأحيان يفضل تحليتها بالعسل، بدلاً من السكر.

## مقادير كوكتيل الفخفخينا
1. مانجا.
2. تفاح.
3. اناناس.
4. بوظة.
5. مكسرات.
6. عصير مانجو.
7. موز.
8. كمثرى.
9. سفرجل.

## الطريقة
تقطع الفواكة قطعا صغيرة، وتوضع في كأس كبير من الزجاج، ثم يصب على الفاكهة عصير المانجا، وبعد ذلك يوضع في أعلى العصير البوظة، ويفضل بنكهة الفانيليا، وفي الأخير يرش علية المكسرات.
وهنالك طريقة أخرى تقطع الفاكه لقطع صغيره وتوضع في الخلاط، ويصب عليها عصير المانجا ويوضع عليه البوظة.